# Hémiprocné couronné
Hemiprocne coronata
Espèce
Synonymes
- Hirundo coronata Tickell, 1833
(protonyme)

Statut de conservation UICN

 LC  : Préoccupation mineure
L'Hémiprocné couronné (Hemiprocne coronata) est une espèce d'oiseaux de la famille des Hemiprocnidae.
Il était jadis considéré comme conspécifique à l'Hémiprocné longipenne (Hemiprocne longipennis).

## Description

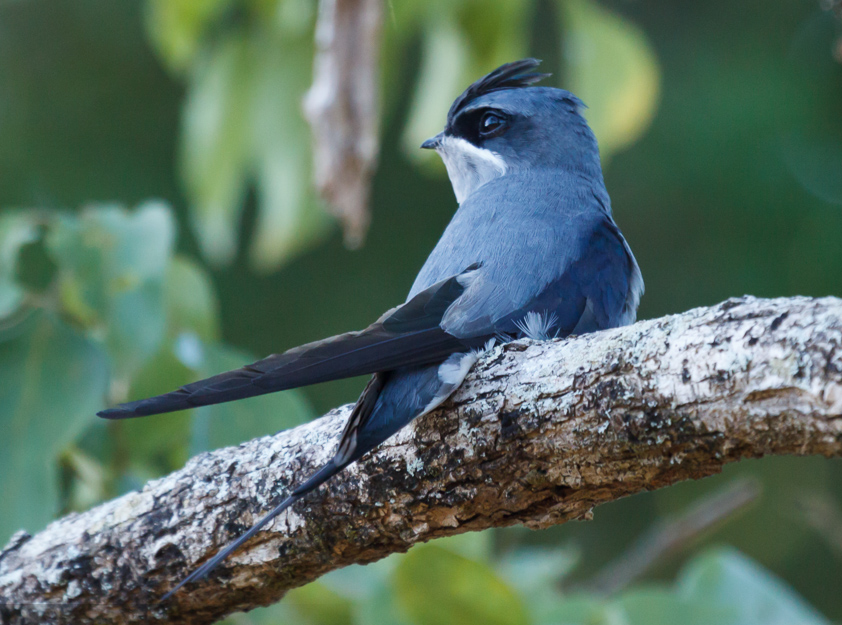
femelle

C'est un grand oiseau élancé, long de 23 cm. Le corps est gris-bleu dans la partie supérieure et plus clair dans la partie inférieure. Les longues ailes sont d'un gris sombre au-dessus. La huppe est bleu-vert. La queue est longue et fourchue. Le mâle adulte présente des parties orange sur son visage. Les jeunes oiseaux ont une tête et des ailes gris foncé, et le reste du plumage est zébré.

## Habitat
Il vit en milieu forestier.

## Alimentation
L'Hémiprocné couronné trouve sa nourriture dans les airs, en capturant les insectes par le bec. En vol, il ressemble davantage à une hirondelle, mais n'est pas lié à ce groupe.

## Nidification

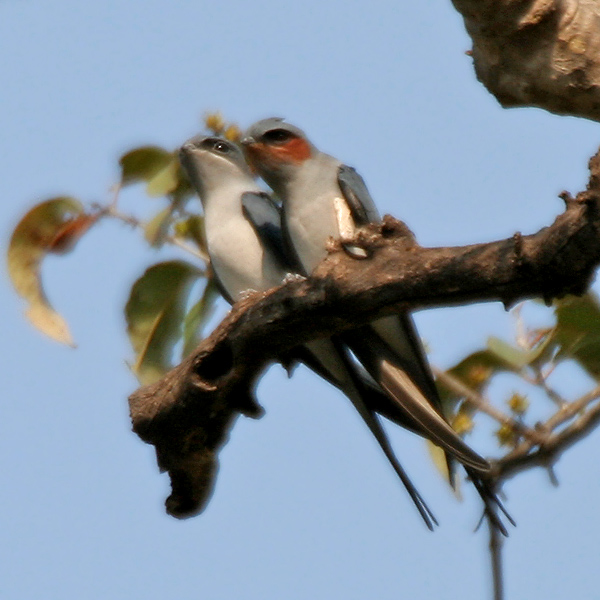
Un couple au.

Le nid minuscule est collé à une branche d'arbre. La femelle pond un œuf bleu-gris, qui est incubé par les deux sexes. Le nid est si petit que durant l'incubation ils se tiennent perchés sur le bord du nid, en couvrant l'œuf avec la partie inférieure de leur plumage.